# سفارت افغانستان در قاهره
سفارت افغانستان در قاهره (به عربی: سفارة أفغانستان فی مصر) یک منطقهٔ مسکونی و نمایندگی سیاسی این کشور در مصر است که در هلیوپلیس (مصر) واقع شده‌است.